# Razpotje
Razpotje este o localitate din comuna Zagorje ob Savi, Slovenia, cu o populație de 19 locuitori.